# Prinsendam (Schiff, 1973)
Die Prinsendam war ein 1973 in Dienst gestelltes Kreuzfahrtschiff der niederländischen Holland-America Line. Am 4. Oktober 1980 brach im Golf von Alaska ein Brand an Bord des Schiffes aus, das daraufhin evakuiert werden musste. Am 11. Oktober 1980 sank die Prinsendam. Die per Luft eingeleitete Rettungsaktion gilt als eine der schwierigsten in der Geschichte der US-amerikanischen Küstenwache.

## Geschichte

### Bau und Dienstzeit

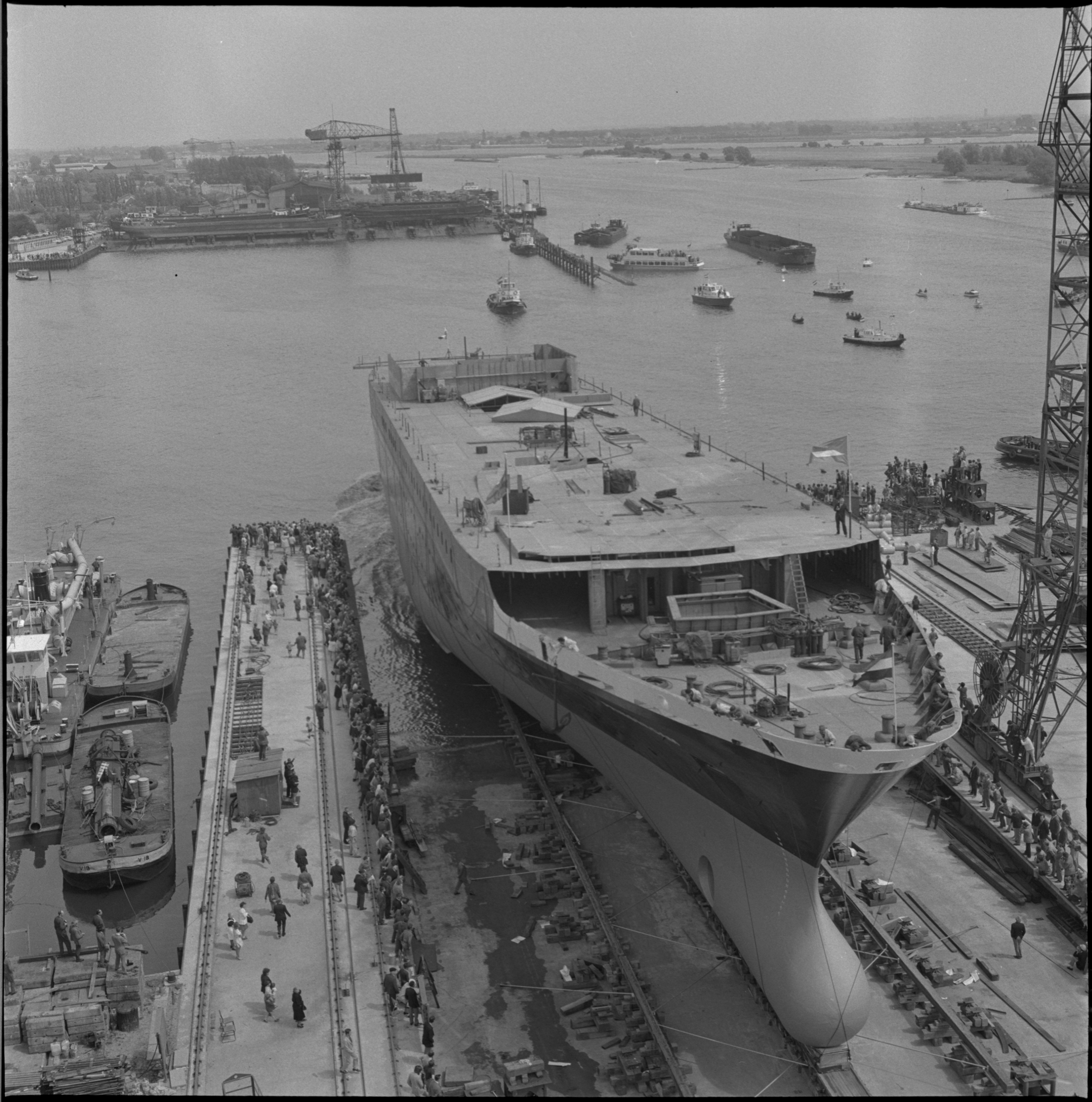
Stapellauf der Prinsendam am 7. Juli 1972

Die Prinsendam wurde am 21. September 1971 bei De Merwede in Hardinxveld-Giessendam auf Kiel gelegt und am 7. Juli 1972 vom Stapel gelassen. Ein durch Schweißarbeiten verursachtes Feuer während der Ausstattung des Schiffes am 24. April 1973 zerstörte weite Bereiche der Passagiereinrichtung und der Aufbauten. Hierdurch verzögerte sich seine Ablieferung um sechs Monate. Am 14. November 1973 konnte es schließlich an die Holland-America Line übergeben werden. Der Bau eines möglichen Schwesterschiffs wurde von der Reederei aus nicht bekannten Gründen verworfen.
Am 30. November 1973 nahm die Prinsendam als kleinste Einheit der niederländischen Holland-America Line den Dienst auf. Sie war das erste Schiff der Reederei, das ausschließlich für Kreuzfahrten gebaut wurde. Ihr Bau kostete ungefähr 25 Millionen US-Dollar. Das Schiff wurde in den Wintermonaten in Singapur und in den Sommermonaten für Expeditionskreuzfahrten in Alaska stationiert.

### Ausstattung
Die Prinsendam besaß insgesamt sechs Passagierdecks. Teil ihrer Ausstattung war unter anderem der direkt unterhalb der Brücke gelegene Prinsen Club, ein Nachtclub mit Tanzfläche und Bar. Das Schiff besaß außerdem eine große Lounge sowie das Lido Restaurant mit Blick auf den am Heck gelegenen Pool und einer Außenbar. Direkt unter dem Lido Restaurant befand sich der Hauptspeisesaal mit 220 Sitzplätzen. Zudem gab es an Bord ein Kino auf Höhe des Promenadendecks sowie ein kleines Bordhospital auf dem B-Deck.
Die Prinsendam konnte bis zu 375 Passagiere befördern. Fast alle Kabinen an Bord waren Außenkabinen, insgesamt verfügte das Schiff über lediglich 14 Innenkabinen. Die größten Kabinen und Suiten an Bord befanden sich auf den beiden obersten Passagierdecks: Dem Sun Deck und dem Bridge Deck.
Die Maschinenanlage der Prinsendam bestand aus vier Dieselmotoren von Werkspoor mit einer Gesamtleistung von 8.800 kW. Dies ermöglichte dem Schiff eine maximale Geschwindigkeit von 21 Knoten (etwa 39 km/h). Die Prinsendam galt bei ihrer Besatzung als gutes und zuverlässiges Seeschiff. Sie verfügte über insgesamt sechs Rettungsboote sowie zwei geschlossene, unter anderem für Landausflüge genutzte Tenderboote mit einer Kapazität von jeweils 55 Personen.

### Brand und Untergang

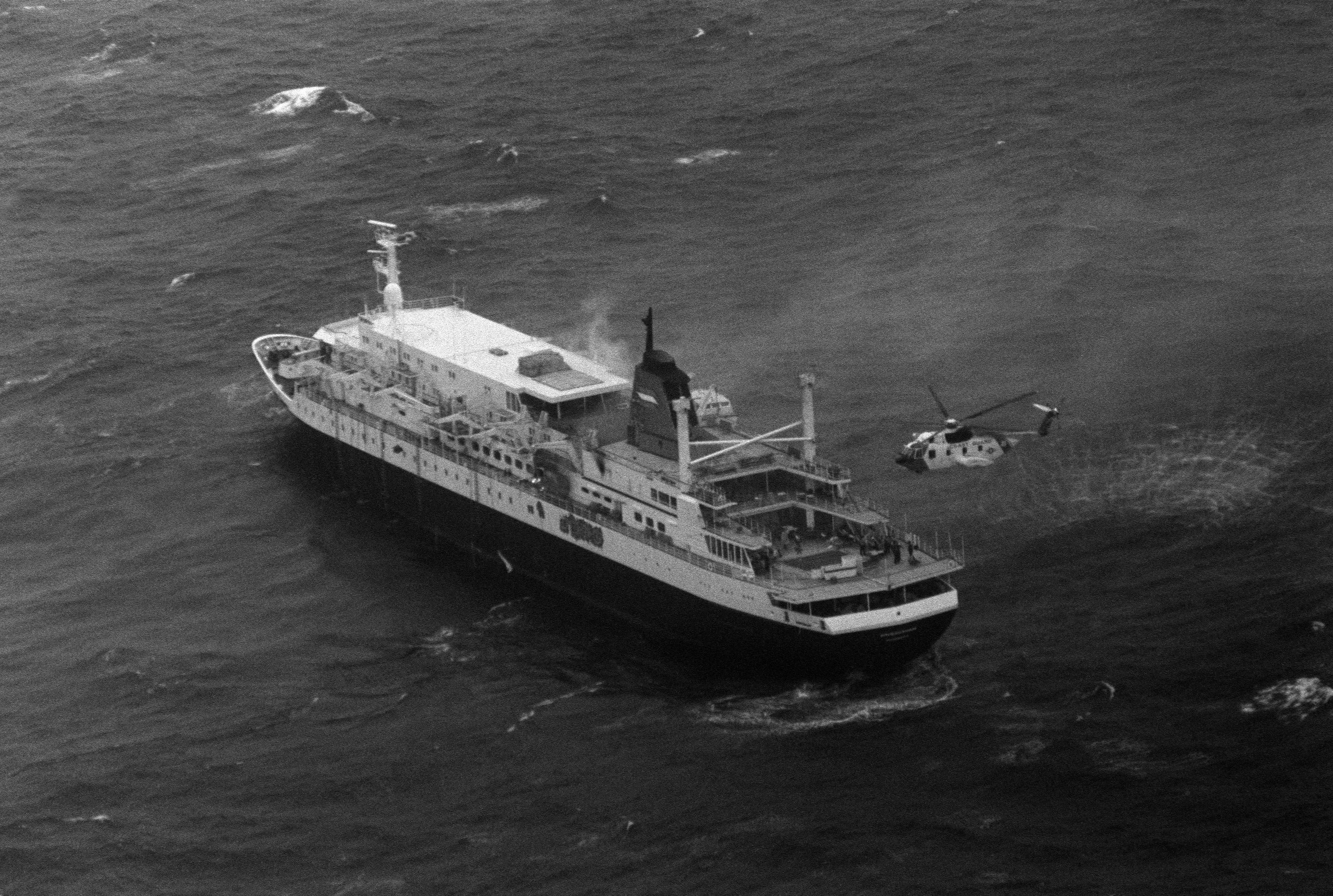
Die brennende Prinsendam am 4. Oktober 1980. Am Heck des Schiffes sind Menschen zu sehen, die auf ihre Rettung warten

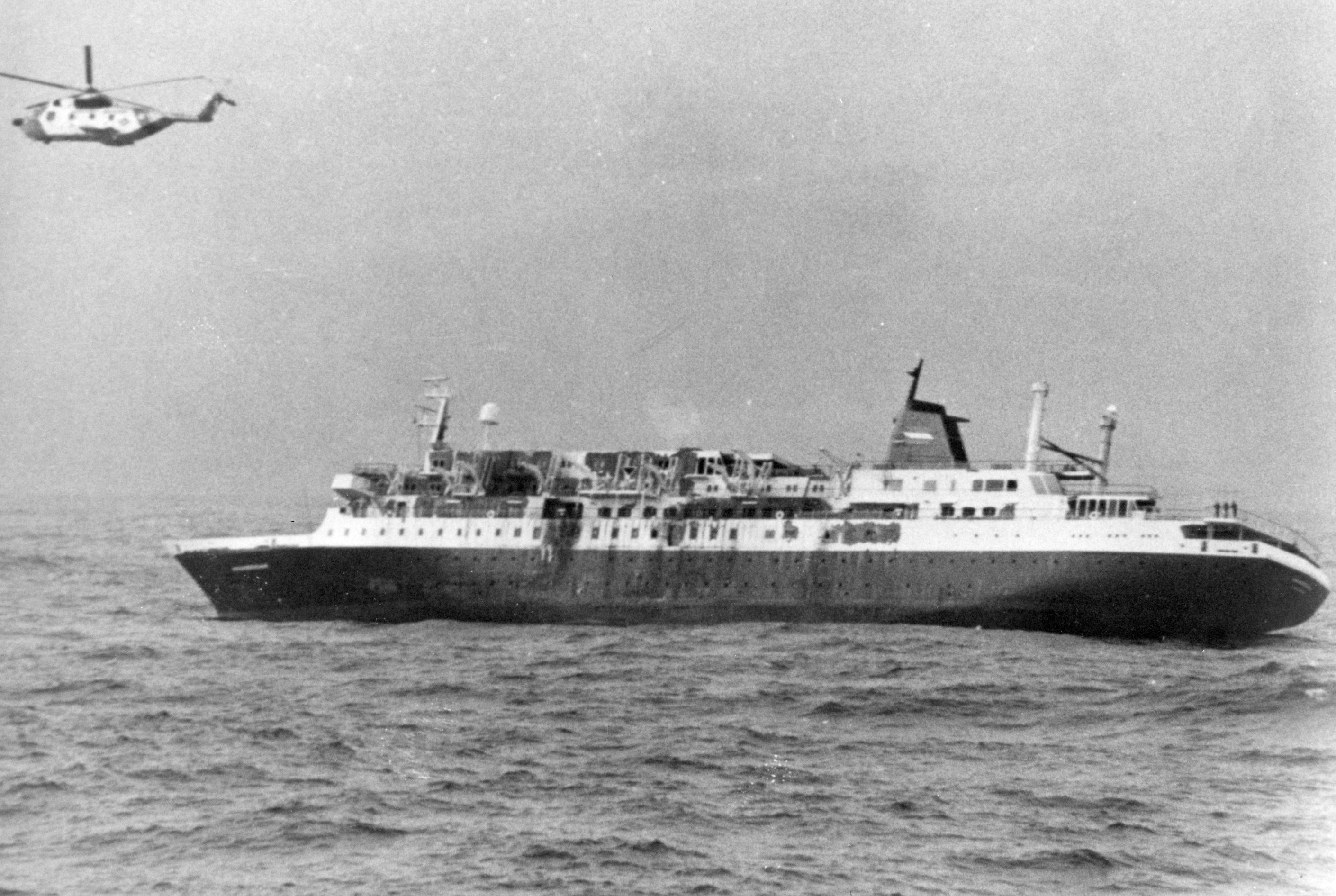
Die ausgebrannte Prinsendam mit Schlagseite. Über dem Schiff kreist ein Hubschrauber der Küstenwache

Am 30. September 1980 verließ die Prinsendam den Hafen von Vancouver zu ihrer letzten Kreuzfahrt, die sie entlang der Küste Alaskas sowie des Glacier-Bay-Nationalparks führte und schließlich nach einer Pazifiküberquerung in Yokohama enden sollte. Das Schiff stand unter dem Kommando von Kapitän Cornelis Dirk Wabeke (1928–2011). An Bord befanden sich auf dieser letzten Fahrt vorwiegend ältere Passagiere. Kabinen für die Luxusreise kosteten zwischen 3.000 und 6.000 US-Dollar.
Kurz nach Mitternacht des 4. Oktober 1980 brach etwa 120 Meilen vor Yakutat ein Brand im Maschinenraum der Prinsendam aus, der mit den bordeigenen Mitteln nicht gelöscht werden konnte. Die Passagiere wurden über den Vorfall informiert und versammelten sich zunächst in der Lounge, nachdem sich der Rauch auch auf den unteren Passagierdecks ausbreitete. Um etwa 1 Uhr fiel in Teilen des Schiffes der Strom aus. Kapitän Wabeke informierte zwar gegen halb zwei die Küstenwache über die Vorgänge an Bord und bat um Hilfe, ließ aber zunächst kein SOS senden. Dies geschah erst eine halbe Stunde später durch Eigeninitiative des Funkers, wodurch neben der Küstenwache nun auch in der Nähe befindliche Schiffe alarmiert wurden. Als erstes Schiff reagierte der Cutter Boutwell, der sich gerade für einen Hafenbesuch in Juneau befand, auf den Notruf.
Bei Tagesanbruch hatte sich das Feuer bereits bis zum Speisesaal ausgebreitet, aufgrund der Rauchentwicklung im Schiff mussten die Passagiere und Besatzungsmitglieder an Deck gehen. Die in den Passagierbereichen installierte Sprinkleranlage konnte nicht eingeschaltet werden, obwohl die Prinsendam erst fünf Monate zuvor ohne Mängel für seetüchtig erklärt worden war.
Kurz vor sechs Uhr Ortszeit befahl Kapitän Wabeke schließlich die Evakuierung des Schiffes, nachdem sich der Brand weiter ausbreitete. Gegen 5.30 Uhr sendete die Prinsendam auch erste offizielle Notrufe auf Befehl des Kapitäns. An der Rettungsaktion beteiligten sich mehrere Schiffe der Küstenwache sowie der Tanker Williamsburgh, der als Plattform für die Rettungsmannschaften genutzt wurde und auch einen Großteil der Passagiere aufnahm. Ein Teil der Passagiere und Besatzungsmitglieder musste per Hubschrauber durch die Küstenwache gerettet werden, nachdem die Schlagseite des Schiffes zu groß wurde, um die noch übrigen Rettungsboote abzufieren. Leiter dieser großangelegten Rettungsaktion war Rear Admiral Dick Knapp († 2023), der damalige Kommandant des 17th Coast Guard District.
Die noch immer brennende Prinsendam sollte nach der Evakuierung nach Portland gebracht werden, sank jedoch am 11. Oktober 1980 gegen 8.30 Uhr Ortszeit im Schlepptau im Golf von Alaska auf Position 55° 53′ N, 136° 27′ W. Die Evakuierung des Schiffes gilt als einer der größten Rettungseinsätze in der Geschichte der US-amerikanischen Küstenwache.
Von der an die Holland-America Line ausbezahlten Versicherungssumme nach dem Verlust der Prinsendam wurden in Teilen die 1983/1984 fertiggestellten Schwesterschiffe Nieuw Amsterdam und Noordam finanziert. Hierbei handelte es sich um die ersten Neubauten für die Holland-America Line seit der Prinsendam.